# Sal Brinton, Baroness Brinton

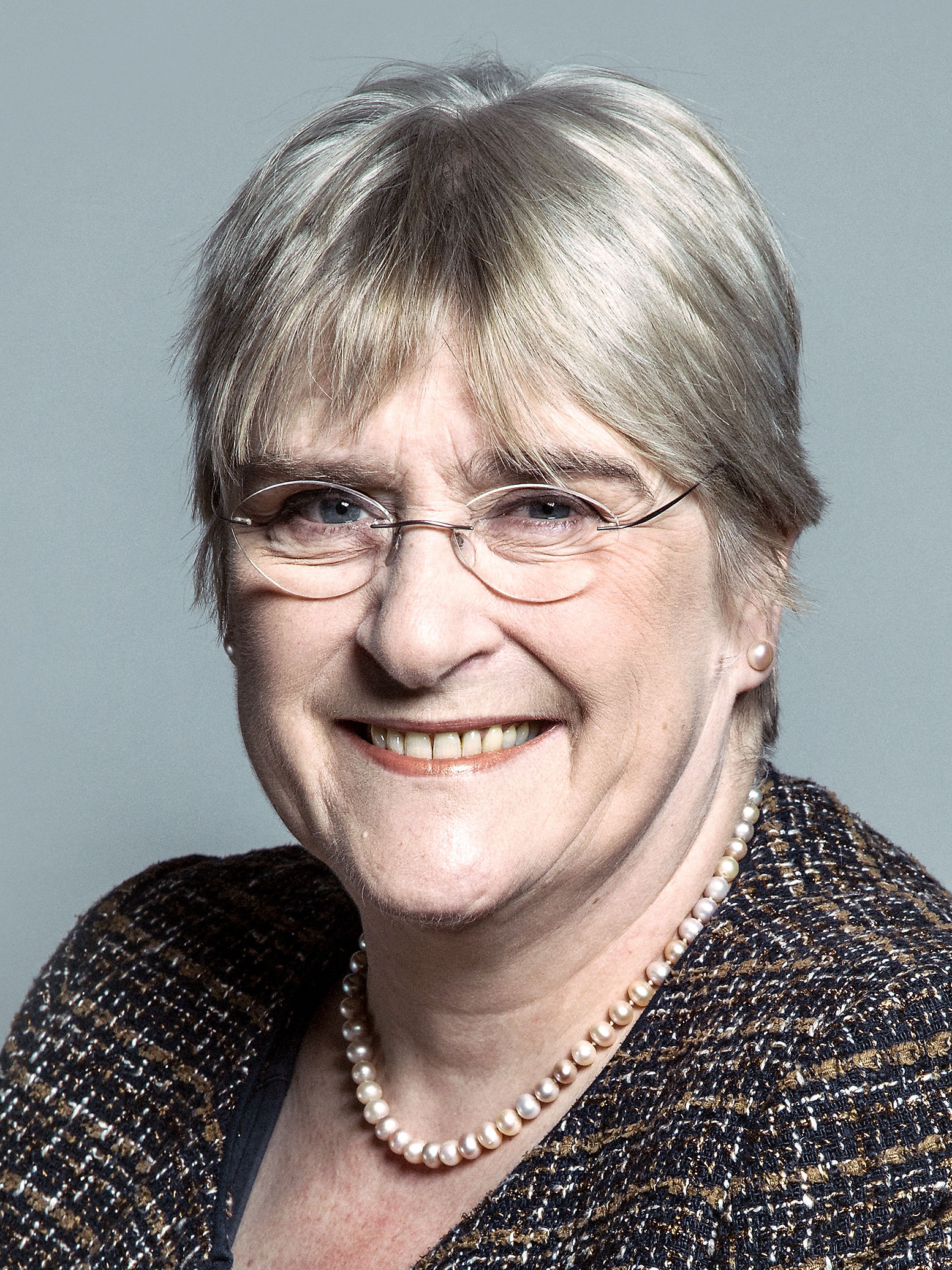
Sal Brinton (2018)

Sarah Virginia („Sal“) Brinton, Baroness Brinton (* 1. April 1955 in London) ist eine britische Politikerin (Liberal Democrats) und Life Peer.

## Leben und Karriere

### Ausbildung und Berufslaufbahn
Brinton wurde als eines von drei Kindern im Londoner Stadtteil Paddington geboren. Sie hat zwei jüngere Halbschwestern. Ihr Vater war der konservative Parlamentsabgeordnete Timothy Brinton. Kurz vor seinem Tod äußerte sie sich auch zu dessen Demenz-Erkrankung. Brinton besuchte die Benenden School, eine private Mädchenschule in Benenden in der Grafschaft Kent.
Von ihrer Schule erhielt sie ein Stipendium für ein Studium an der Central School of Speech and Drama in London, wo sie den Studiengang Stage Management besuchte. Nach einem Bühnenunfall, der eine Rückenverletzung zur Folge hatte, gab Brinton das Studium auf, belegte einen Kurs für Sekretärinnen und begann zunächst als Produktionsekretärin bei BBC Radio 3. Sie wechselte später zur Abteilung BBC Radio Drama und arbeitete ab Mitte der 1970er Jahre als Inspizientin und Aufnahmeleiterin für das BBC-Fernsehen (BBC Television), unter anderem bei Serien wie der Kinderserie Playschool, der Sportreihe Grandstand und der Fernsehserie Doctor Who.
Anfang der 1980er Jahre zog Brinton nach Cambridge. Sie studierte Englische Literatur am Churchill College der University of Cambridge und schloss dort 1981 als Undergraduate ab.
Nach ihrem Studienabschluss wurde sie Direktorin (Manager) von New Cambridge Research Company Limited und von Newmarket Venture Capital Limited, zwei Venture-Capital-Firmen. Sie war im Verlauf ihrer Karriere in verschiedenen Bereichen als Investment-Beraterin und als Beraterin für Venture Capital tätig, unter anderem in den Firmen Cambridge Venture Management Limited, Cambridge Venture Capital Limited und Syndicated Properties; sie arbeitete als Venture-Capital-Managerin unter anderem für Firmen im Technologie-Sektor und in der Bauwirtschaft. Die Firmen waren häufig Spin-off-Projekte der University of Cambridge; Brinton war auch Direktorin (Director) des St John's Innovation Centre.
Von 1992 bis 1997 war sie Schatzmeisterin (Bursar) des Lucy Cavendish College der University of Cambridge. Von 1997 bis 2002 war sie Schatzmeisterin des Selwyn College der University of Cambridge.
Von Dezember 1998 bis Dezember 2004 war sie Mitglied des Aufsichtsrates (Board) der East of England Development Agency (EEDA); von 2001 bis 2004 war sie dort stellvertretende Vorsitzende (Deputy Chair). Von 2000 bis 2006 war sie Vorsitzende (Chair) des Cambridgeshire Learning and Skills Council
Derzeit (Stand: Juli 2012) ist sie Non-executive Director der University for Industry (Learndirect), einer Non-Profit-Organisation für Online-Bildungsangebote und Online-Kurse, und Mitglied des Treuhandrates (Trustee) des Ufi Charitable Trust. Sie ist weiters Direktorin und Mitglied des Treuhandrates (Trustee) der Christian Blind Mission UK Ltd.
Brinton ist Inhaberin einer eigenen Beratungsgesellschaft; sie arbeitet als selbstständige Beraterin, schwerpunktmäßig in den Bereichen Ausbildung und Qualifizierung.

### Politik
1993 wurde sie Ratsmitglied (Councillor) des Grafschaftsrats (Cambridgeshire County Council) in der Grafschaft Cambridgeshire; dieses Amt hatte sie bis 2004 inne. Von 1997 bis 2004 war sie dort Vorsitzende der Fraktion der Liberal Democrats (Leader, Liberal Democrat Group). Bei der Unterhauswahl 1997 und der Unterhauswahl 2001 trat sie für den Wahlkreis South East Cambridgeshire erfolglos an. Für den Wahlkreis Watford trat sie, ebenfalls erfolglos, bei der Unterhauswahl 2005 und der Unterhauswahl 2010 an.
Brinton gilt als entschiedene Gegnerin des Irakkriegs. Sie kritisierte Premierminister Tony Blair wegen seiner Irak-Politik; hinsichtlich der völkerrechtlichen Zulässigkeit schloss sie sich der Auffassung von Hans Blix an, dass Großbritannien keine rechtliche Grundlage zum Eingreifen gehabt habe. Brinton unterstützte das Bestreben der Palästinenser nach politischer Unabhängigkeit und war Anhängerin einer sog. Zweistaatenlösung. Von Israel forderte sie die Wahrung der Menschenrechte und die Einhaltung der UN-Resolutionen. Im Wahlkampf zur Unterhauswahl 2010 erhielt sie, unter anderem wegen ihres Einsatzes für die Unabhängigkeit Palästinas, Unterstützung von mehreren muslimischen Gruppen, die die Wähler dazu aufriefen, Brinton ihre Stimme zu geben. Sie plante, bei der nächsten Unterhauswahl erneut anzutreten.

### Parteiämter
Brinton hatte zahlreiche Parteiämter inne: Von 1993 bis 1997 war sie Mitglied der nationalen, landesweiten Arbeitsgruppe der Liberal Democrats zu den Themen Bildung, Ausbildung und Lernen (Education, Skills and Learning). Sie war von 2004 bis 2008 Mitglied des Federal Conference Committee; seit 2010 ist die dort erneut Mitglied und seit 2010 auch stellvertretende Vorsitzende (Vice-Chair). Sie war außerdem Mitglied des Federal Policy Committee (2004–2008); den stellvertretenden Vorsitz (Vice-Chair) hatte sie dort von 2006 bis 2008 inne. Ab 2010 ist sie dort erneut Mitglied. Seit 2008 gehört sie außerdem der Schools Working Group an.
Im November 2014 setzte sich Brinton bei der Wahl zur Parteipräsidentin gegen Liz Lynne und Daisy Cooper durch. Den Posten trat sie, als Nachfolgerin von Tim Farron, zu Jahresbeginn 2015 an. Nachdem Parteichefin Jo Swinson bei der Unterhauswahl im Dezember 2019 ihr Abgeordnetenmandat verloren hatte und daraufhin zurückgetreten war, übernahm Brinton, gemeinsam mit dem Parteivize Ed Davey, übergangsweise die Führung der Liberaldemokraten. Brintons Amtszeit als Parteipräsidentin endete am Jahresende 2019, zum Nachfolger gewählt wurde Mark Pack.

## Mitgliedschaft im House of Lords
Im November 2010 wurde sie für das House of Lords nominiert, ihre Ernennung zum Life Peer erfolgte am 4. Februar 2011 als Baroness Brinton, of Kenardington in the County of Kent. Die offizielle Einführung fand am 10. Februar 2011 mit der Unterstützung von Navnit Dholakia, Baron Dholakia und Rosalind Scott, Baroness Scott of Needham Market statt. Ihre Antrittsrede hielt sie am 3. März 2011 zum Internationalen Frauentag.
Als Themen von politischem Interesse nennt sie auf der Webseite des Oberhauses Bildung und wirtschaftliche Entwicklung.
An Sitzungstagen ist Brinton regelmäßig anwesend.

## Auszeichnungen
1997 erhielt sie in Anerkennung für ihre Arbeit als Schatzmeisterin des Lucy Cavendish College
den East Anglian Entrepreneurial Businesswoman of the Year Award. 2003 wurde Brinton, in Anerkennung ihrer Verdienste in den Bereichen Bildung, Weiterbildung und Lernen, mit einem Ehrendoktortitel als Doktor der Philosophie (PhD) der Anglia Ruskin University ausgezeichnet. Sie ist Fellow des Selwyn College.

## Familie
Sie ist verheiratet und lebt mit ihrem Mann Tim in Watford. Beide sind aktive Mitglieder der St Luke's Church.